# Hangzhoubaai
De Hangzhoubaai is een baai van de Oost-Chinese Zee in het oosten van China, ten zuiden van Shanghai. De Qiantang Jiang-rivier mondt bij de miljoenenstad Hangzhou uit in de baai.
In 2007 werd de Hangzhoubaai-brug gerealiseerd over de baai.
In de baai liggen vele kleine eilanden, de Zhoushan-eilanden. De baai staat bekend om zijn vloedbranding met golven van tot wel 9 meter hoog en snelheden tot 40 km/h.